# 珠海水路運輸
珠海水路運輸是指在中華人民共和國廣東省珠海市境內及其周邊水域進行的各類水上交通運輸活動，包括客運、貨運、渡輪服務以及海島間的交通聯繫。作為珠江三角洲重要的沿海城市，珠海憑藉其優越的地理位置和豐富的海岸線資源，發展出了完善的水路運輸網絡，成為連接內地與港澳地區的重要交通樞紐。
珠海水路運輸體系經歷了從1970年代中期的起步發展到現代化的跨越式進步。1975年珠海開始組建港務所，1979年設立經濟特區後水路運輸事業快速發展，1984年珠海高速客輪有限公司成立標誌著現代化客運服務的開始。經過數十年的建設，珠海已形成由東部萬山、香洲、九洲、唐家和西部高欄、洪灣、斗門共計7個港區構成的綜合性港口體系，擁有萬噸級以上生產性泊位34個。
該市水路運輸網絡覆蓋客運、貨運、旅遊和漁業等多個領域，主要由港口碼頭、航運企業、客運航線和貨運服務四大部分組成。珠海港作為廣東省五大樞紐港口之一，2021年以1.28億噸貨物吞吐量名列全球港口排名第57位，2025年上半年累計貨物吞吐量達2696.97萬噸，同比增長5.33%。客運方面，珠海水路運輸提供跨境、市際和市內多層次服務，其中跨境航線連接香港和澳門，為粵港澳大灣區人員往來提供重要通道。
珠海水路運輸在區域發展中具有重要戰略意義。隨著港珠澳大橋的開通，自2018年10月至2024年12月，經港珠澳大橋珠海公路口岸進出口總值累計突破1萬億元。在粵港澳大灣區建設背景下，珠海水路運輸正朝著智慧化、綠色化、一體化方向發展，通過政策支持、基礎設施完善和服務創新，為區域經濟一體化和可持續發展提供有力支撐。

## 歷史發展

### 早期發展階段（1975-1986年）
珠海水路運輸的現代化發展始於1970年代中期。1975年，珠海開始組建港務所，隸屬於石岐港務局，標誌著該市水路運輸管理體系的初步建立。在此之前，珠海的水路運輸主要依靠漁船和少數單位船隻，運輸能力十分有限，1975至1978年間港口吞吐量僅維持在18萬噸左右。
發展關鍵節點：
- 1975年：珠海開始組建港務所，隸屬於石岐港務局
- 1978年：珠海縣僅有機動運輸船13艘（總噸位273噸）、駁船8艘（總噸位131噸）
- 1979年：珠海改為市建制並設置經濟特區，水路運輸事業快速發展
- 1983年：斗門縣劃歸珠海市管轄，擴大運輸覆蓋範圍

到1985年，珠海水路運輸已實現跨越式發展，具體成就包括：
1985年運力統計：
- 機動運輸船：1,086艘，淨載重量20,731噸位，載客量3,391個客位
- 市區機動運輸船：206艘，淨載重量10,795噸位，載客量2,002個客位
- 駁船：372艘，淨載重量11,134噸位
- 港口吞吐量：192萬噸（比1984年增長1倍，比1978年增長9倍）[1]

### 現代化發展階段（1984年至今）
1984年，珠海高速客輪有限公司成立，開通九洲港至澳門水域環島游，標誌著珠海水路運輸進入現代化發展階段。
重要發展里程碑：
1980年代：
- 1984年：珠海高速客輪有限公司成立，開通九洲港至澳門水域環島游
- 1986年：正式經營往返珠海和香港高速客輪，首條航線為珠海九洲港至香港中國客運碼頭

1990年代：
- 1994年：開通珠海九洲港至香港中環港澳碼頭航線
- 1998年：成為首間內地高速客輪企業率先開通高速客輪夜航服務

2000年代：
- 2003年：增開香洲港至萬山區各海島的航線
- 2007年：開通珠海九洲港至香港國際機場航線

2020年代：
- 2021年：新增珠海九洲港往返澳門氹仔客運碼頭的航線，每日對開10班
- 2023年1月15日：珠海九洲港至香港海上客運航線復航[2]

## 港口設施

### 主要港區分布
珠海港是廣東省五大樞紐港口之一，現由東部和西部兩大區域共計7個港區構成。
東部港區：
- 萬山港區
- 香洲港區
- 九洲港區
- 唐家港區

西部港區：
- 高欄港區（主要組成部分）
- 洪灣港區
- 斗門港區

港口基礎設施：
- 萬噸級以上生產性泊位：34個
- 對外貿易港區：3個（高欄港、斗門港、洪灣港）
- 近5年港口投資：超過30億元（主要用於建設萬噸級泊位）[4]

### 碼頭類型與功能
珠海的碼頭設施按功能分為五大類型：

#### 客運碼頭
主要客運設施：
- 九洲港
- 香洲港
- 斗門港
- 灣仔碼頭

海島客運設施：
- 東澳客運碼頭
- 桂山客運碼頭
- 外伶仃島客運碼頭
- 擔杆島客運碼頭
- 萬山島客運碼頭
- 荷包島客運碼頭

#### 旅遊碼頭
- 灣仔旅遊碼頭
- 橫琴旅遊碼頭

#### 遊艇碼頭
- 香洲漁港碼頭
- 格力海岸碼頭
- 桂山碼頭
- 九洲港遊艇碼頭（在建）

#### 漁業碼頭
- 香洲漁港
- 灣仔漁港
- 洪灣中心漁港
- 白藤頭漁港
- 高欄港漁港

#### 貨櫃碼頭
- 洪灣港
- 香洲港
- 高欄港
- 前山港
- 斗門港
- 灣仔港
- 桂山港
- 九洲港（已搬遷）

## 航運企業與船隊

### 主要航運公司
珠海水路運輸由多家專業航運公司提供服務，形成了分工明確、功能完善的運營體系。

#### 珠海高速客輪有限公司
- 隸屬：珠海九洲控股集團有限公司
- 主要業務：跨境客運服務
- 服務航線：
  - 中港碼頭航線
  - 港澳碼頭航線
  - 香港機場航線

船隊組成：
- 海威
- 海昌
- 海洋
- 海珠
- 海濱
- 海亮
- 海琨
- 海弛
- 海鈞
- 海喬
- 海琴

#### 廣東江華航運（惠嘉集團）
- 主要業務：海島旅客運輸、珠深旅客運輸
- 船隊組成：
  - 惠嘉福星
  - 惠嘉祥星
  - 江華三號
  - 江華二號

#### 深圳鵬星船務
- 主要業務：珠深旅客運輸

不定期套跑船隻：
- 嶺南春
- 珠海春
- 東方春
- 南海春
- 深圳春

定期客輪：
- 金星
- 鵬星系列（鵬星11、鵬星12、鵬星15、鵬星16、鵬星18、鵬星19、鵬星20）
- 恆星
- 瑞星

#### 海通船務 & 珠海海耀船務
- 主要業務：海島旅客運輸
- 共同經營船隻：
  - 東區二號
  - 海舜
  - 海鈺
  - 海鈞
  - 海鉅
  - 海堯

## 航線網絡

### 跨境航線
珠海水路運輸的跨境航線是其最具特色的組成部分，主要連接香港和澳門兩個特別行政區。

#### 中港航線
運營公司：珠海高速客輪有限公司

主要航線：
- 珠海九洲港 ↔ 香港中港城（中國客運碼頭）
- 珠海九洲港 ↔ 香港中環港澳碼頭

#### 港澳航線
運營公司：珠海高速客輪有限公司

主要航線：
- 珠海九洲港 ↔ 澳門外港客運碼頭
- 珠海九洲港 ↔ 澳門氹仔客運碼頭

#### 香港機場航線
運營公司：珠海高速客輪有限公司

航線：珠海九洲港 ↔ 香港國際機場

特色：提供海空聯運服務

### 市際和市內航線

#### 市際航線
主要服務：珠海與周邊城市間的水路聯繫

代表航線：珠深旅客運輸

#### 市內航線
主要服務：珠海市內各區域間的水路交通

重點航線：香洲港至萬山區各海島

### 街渡服務
珠海設有多條街渡航線，為市民提供短距離的水路交通服務。

#### 市內外航線
- 灣仔 ↔ 粵通
- 布洲/泗益 ↔ 廣豐
- 南門 ↔ 梅閣

#### 市內航線
- 井岸 ↔ 白蕉
- 大赤坎 ↔ 西業卡
- 竹洲 ↔ 上欄
- 三門 ↔ 三盛
- 耕管 ↔ 西安
- 朝陽 ↔ 桅夾

## 發展現狀與統計數據

### 運輸能力與吞吐量
根據最新統計數據，珠海水路運輸保持穩定增長態勢。
2023年一季度運輸業發展：
- 水路運輸總周轉量：同比增長9.4%[8]
- 服務業增加值：增長2.9%（扭轉負增長局面）

珠海港貨物吞吐量發展：
- 2021年：1.28億噸（全球港口排名第57位）[5]
- 2022年：10237萬噸（保持億噸大港行列）[4]
- 2025年二季度：1423.78萬噸（同比增長5.16%）[6]
- 2025年上半年累計：2696.97萬噸（同比增長5.33%）[6]

### 客運服務發展
珠海水路客運服務在疫情後快速恢復：
客運量統計：
- 2023年春運：預計水路運送旅客20萬人次（同比增長約142%）[9]
- 2025年"五一"期間：水路運輸旅客23.61萬人次[10]

### 跨境運輸成效
港珠澳大橋開通帶來的發展成果：
進出口貿易：
- 累計進出口總值：突破1萬億元（2018年10月至2024年12月）[7]

出入境統計：
- 2023年：查驗出入境車輛782.6萬輛次（創歷史新高）[11]
- 2025年第一季度：
  - 客流：超過750萬人次（同比增長23%）[12]
  - 車流：超過156萬輛次（同比增長31%）[12]

## 管理與監管

### 政府管理部門
主要管理機構：

#### 珠海市交通運輸局
- 職責：制定相關政策法規、監督運輸市場秩序、確保運輸安全
- 重要政策：《珠海市鼓勵航運物流業發展實施辦法》

#### 珠海海事局
- 職責：水上交通安全監管
- 主要工作：
  - 船舶檢驗
  - 航行安全
  - 海上搜救
  - 發布航行通告
  - 實施交通管制

### 政策支持措施
《珠海市鼓勵航運物流業發展實施辦法》主要內容：
- 吸引國內外航運物流龍頭企業落戶珠海
- 支持本地航運物流企業做大做強
- 鼓勵使用節能減排型船舶
- 促進珠海市航運業加速發展

### 安全監管成效
2025年"五一"期間安全保障：
- 出動執法人員：298人次
- 出動執法車輛：46輛次
- 保障能源物資運輸：
  - 煤炭：61.48萬噸
  - LNG：6.12萬噸[10]

## 未來發展前景

### 粵港澳大灣區發展機遇
戰略定位：
- 連接內地與港澳的重要節點
- 大灣區一體化發展的重要支撐

發展方向：
- 完善水路運輸網絡
- 提升服務水平
- 支撐區域經濟一體化

### 基礎設施建設規劃
投資重點：
- 繼續加大港口基礎設施投資
- 完善碼頭設施
- 提升港口吞吐能力
- 推進智慧港口建設
- 運用現代信息技術提高運營效率

### 綠色發展目標
環保措施：
- 推廣使用清潔能源船舶
- 減少污染排放
- 實現可持續發展
- 配合國家"雙碳"目標

### 服務創新方向
多式聯運發展：
- 海空聯運服務
- 海鐵聯運服務
- 為旅客和貨主提供便捷高效的運輸解決方案

## 外部連結
- 珠海市交通運輸局
- 珠海港股份有限公司
- 珠海高速客輪有限公司
- 中華人民共和國海事局